# Taxila pagiensis
Taxila pagiensis är en fjärilsart som beskrevs av Riley 1945. Taxila pagiensis ingår i släktet Taxila och familjen Riodinidae. Inga underarter finns listade i Catalogue of Life.